# Air Equator
Air Equator — упразднённая авиакомпания Мальдив со штаб-квартирой на острове Ган, осуществлявшая коммерческие авиаперевозки между Ганом и другими островами архипелага
Портом приписки авиакомпании являлся международный аэропорт Ган.
Авиакомпания прекратила операционную деятельность в августе 2005 года.

## История
Air Equator была основана в 2003 году, 10 октября 2004 года получила сертификат эксплуатанта в Департаменте гражданской авиации Мальдив и начала выполнение коммерческих перевозок 15 октября того же года с пассажирских рейсов между островом Ган и Мале. Сначала авиакомпания находилась в собственности пилотов Фаиза и Мурти (60 % на двоих) и компании «Ziaf Enterprises Maldives» (40 %), затем основным собственником стала коммерческая компания «SPA Aviation» из Шри-Ланки.
После возникших разногласий между Фаизом и SPA Aviation насчёт финансового и административного управления перевозчиком в мае 2005 года Air Equator прекратила все полёты, а в августе того же года полностью прекратила операционную деятельность.

## Маршрутная сеть
В январе 2005 года маршрутная сеть регулярных перевозок авиакомпании Air Equator охватывала следующие аэропорты:
- международный аэропорт Ган
- международный аэропорт аэропортХанимаду
- аэропорт Каадедхоо
- международный аэропорт Мале.

## Флот
Воздушный флот авиакомпании Air Equator состоял из одного самолёта:
- Fairchild F-27